# Гиббонс, Джим
Джеймс Артур (Джим) Гиббонс (англ. James Arthur "Jim" Gibbons, 16 декабря 1944, Спаркс, Невада) — американский политик, представляющий Республиканскую партию. Губернатор штата Невада с 2007 по 2011 год.